# Toyota GAZOO Racing Europe

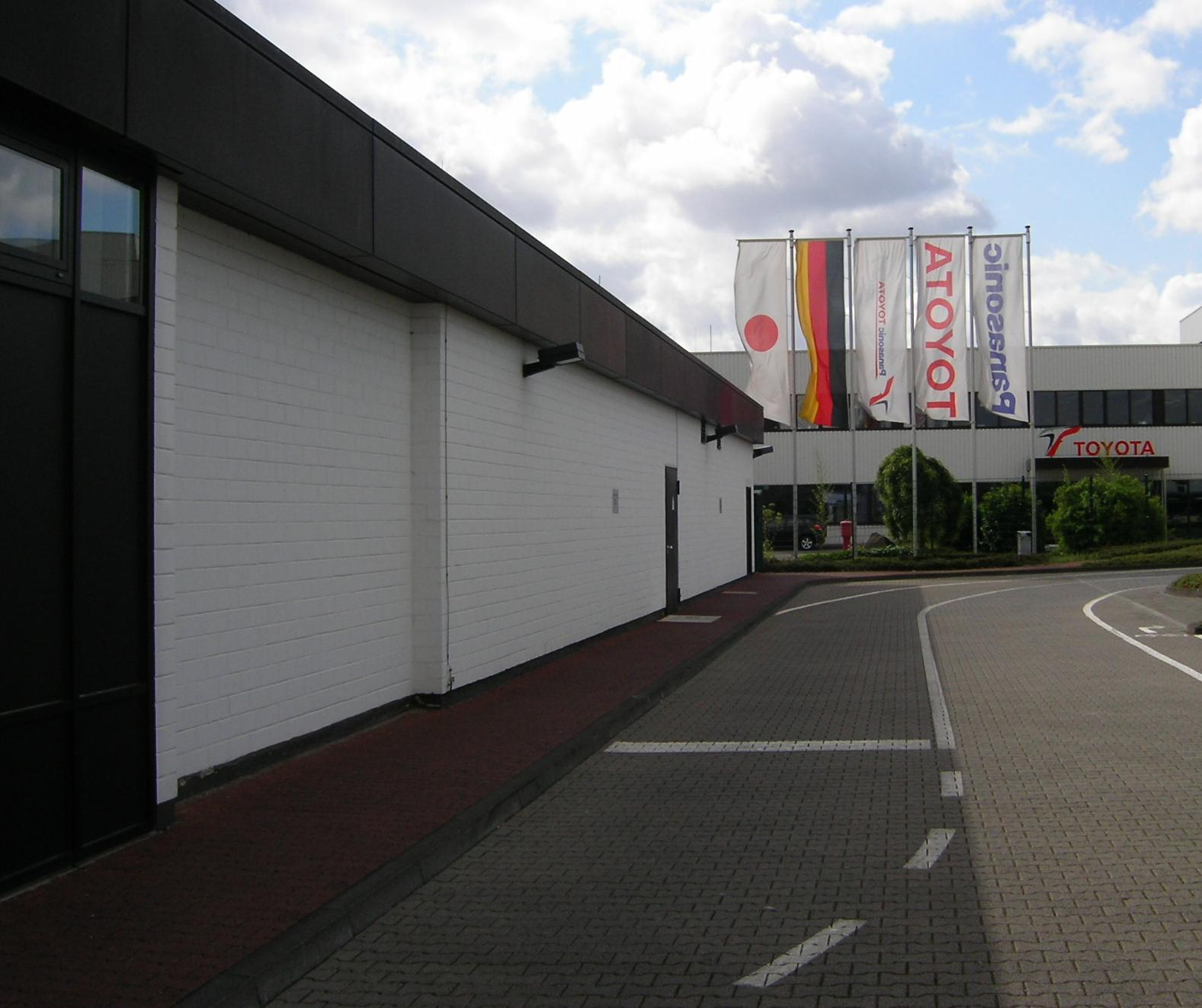
Einfahrt zum Fabrikgelände von Toyota GAZOO Racing Europe in Köln

Toyota GAZOO Racing Europe (TGR-E) ist eine in Köln ansässige Abteilung des japanischen Automobilherstellers Toyota, die auf Motorsport spezialisiert ist und bis 1993 unter der Bezeichnung Toyota Team Europe (TTE) und bis 2020 unter der Bezeichnung Toyota Motorsport GmbH (TMG) firmierte. Ab 1972 war die 300-köpfige Abteilung verantwortlich für die Entwicklung und Produktion der Werksfahrzeuge für die Rallye-Weltmeisterschaft. 1999 stoppte Toyota seine Aktivitäten im Rallyesport nach vier Fahrer- und drei Markenweltmeistertiteln und wechselte in die Formel 1, an der das Team zwischen 2002 und 2009 mit Rennwagen und Motoren aus eigener Konstruktion teilnahm. Aktuell ist das Team als TOYOTA GAZOO Racing Team mit dem GR010 Hypercar (Nachfolger des Toyota TS050 Hybrid) in der FIA-Langstrecken-Weltmeisterschaft aktiv und mit vier Autos in der FIA-Rallye-Weltmeisterschaft (WRC).

## Geschichte
Die seit 1979 in Köln ansässige Toyota GAZOO Racing Europe (TGR-E) ist eine 100%ige Tochtergesellschaft des japanischen Automobilherstellers Toyota. Damals noch als Toyota Team Europe (TTE) bekannt, war das Unternehmen für die Entwicklung und Produktion der Werksfahrzeuge für die Rallye-Weltmeisterschaft verantwortlich. 1993 wurde aus Toyota Team Europe die Toyota Motorsport GmbH und ab 2020 daraus Toyota GAZOO Racing Europe (TGR-E).
Zurzeit sind ca. 400 Mitarbeiter auf einem 30.000 m² großen Betriebsgelände beschäftigt und bieten seit November 2009 der Motorsport- und Automobilindustrie Entwicklungs- und Testdienstleistungen im Hochleistungsbereich an. In den 1970er- und 1990er-Jahren gewann Toyota drei Hersteller- und vier Fahrerweltmeisterschaften in der Rallye-Weltmeisterschaft (WRC). Insgesamt gewann Toyota 43 WRC-Rallyes und erzielte mit Fahrern wie Carlos Sainz, Didier Auriol und Juha Kankkunen 137 Mal Platzierungen unter den ersten drei. 1999 zog sich das Unternehmen aus der Rallye zurück, um sich auf die Formel 1 vorzubereiten.
Ab 1994 betrieb TMG zusätzlich noch eine Werkstuningabteilung für Straßenfahrzeuge, die nicht nur sportliche Zubehörartikel für Standardfahrzeuge anbot, sondern auch sportliche Komplettfahrzeuge. 1997 war TMG weltweit das erste ISO-9001-zertifizierte Motorsportunternehmen. 1998 und 1999 trat TMG beim 24-Stunden-Rennen von Le Mans mit dem eigens entwickelten Toyota GT-One an. Obwohl die Toyota-GT1-Autos sehr schnell waren, war ihnen das Glück nicht hold. 1999 sicherte Toyota sich zwar die Pole-Position mit dem ersten Fahrzeug, jedoch wurde der Sieg durch eine Reifenpanne vereitelt. Der dritte GT-One fuhr bei dem gleichen Rennen den zweiten Platz ein.
Von 2002 bis 2009 fuhr TMG als Panasonic Toyota Racing Team in der Formel 1 mit. Als eines von insgesamt nur zwei Teams entwickelte und baute es das komplette Fahrzeug in Köln. Toyota nahm insgesamt an 139 Grands Prix teil, fuhr 13 Mal unter die ersten drei (das erste Mal 2005), startete mit Jarno Trulli und Ralf Schumacher dreimal von der Pole-Position und erzielte in ihrer kompletten Formel 1 Zeit insgesamt 278,5 Punkte. Am 4. November 2009 verkündete Toyota den Rückzug aus der Formel 1.
Das Unternehmen in Köln besteht weiterhin, aber mit einem neuen Geschäftsmodell. Sowohl Kunden aus der Motorsport- und Automobilindustrie als auch aus anderen Industriezweigen können Ingenieursdienstleistungen und die Test- und Produktionsstätten in Anspruch nehmen.

## Rallyesport

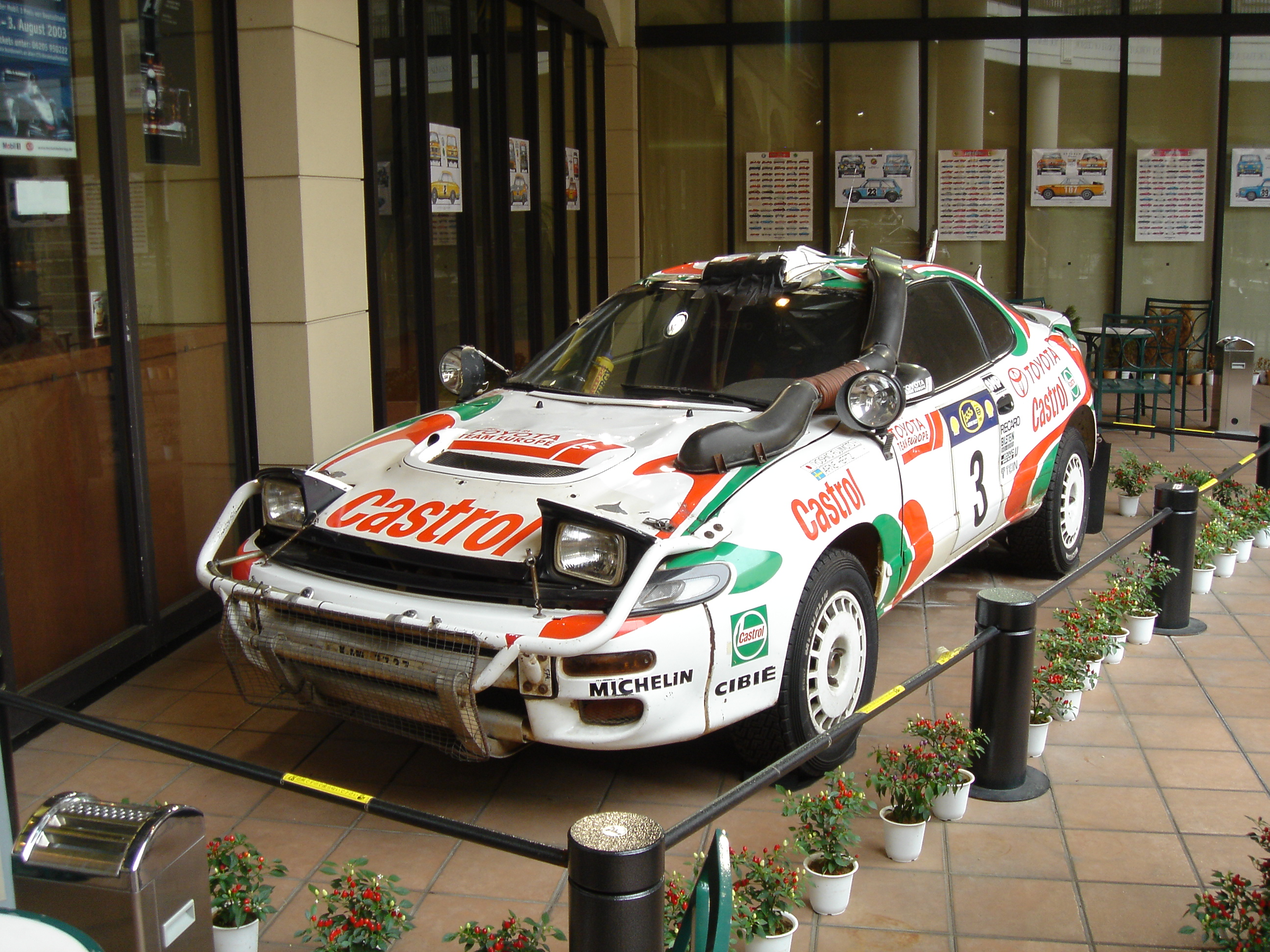
Toyota Celica ST185

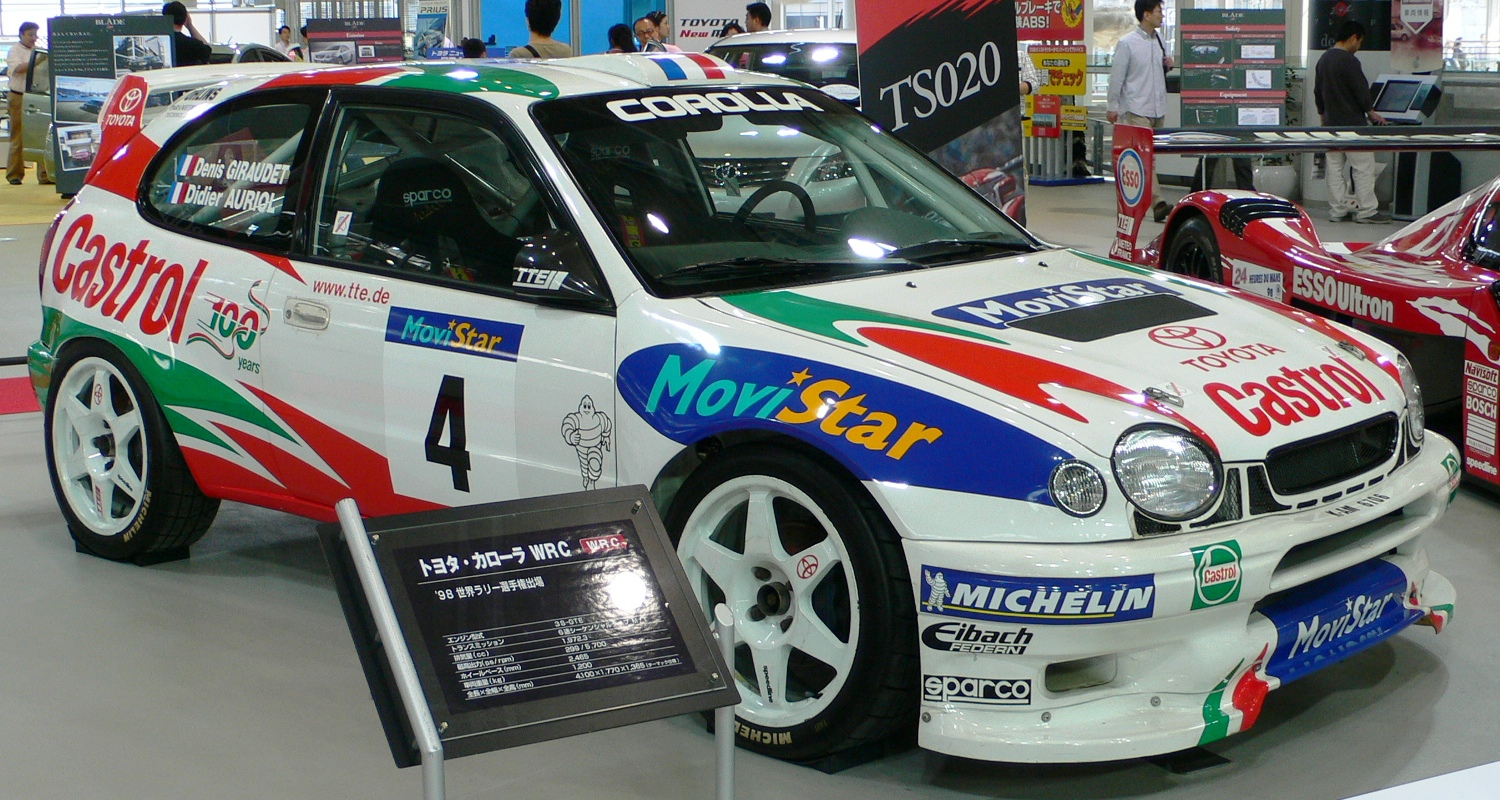
Toyota Corolla WRC

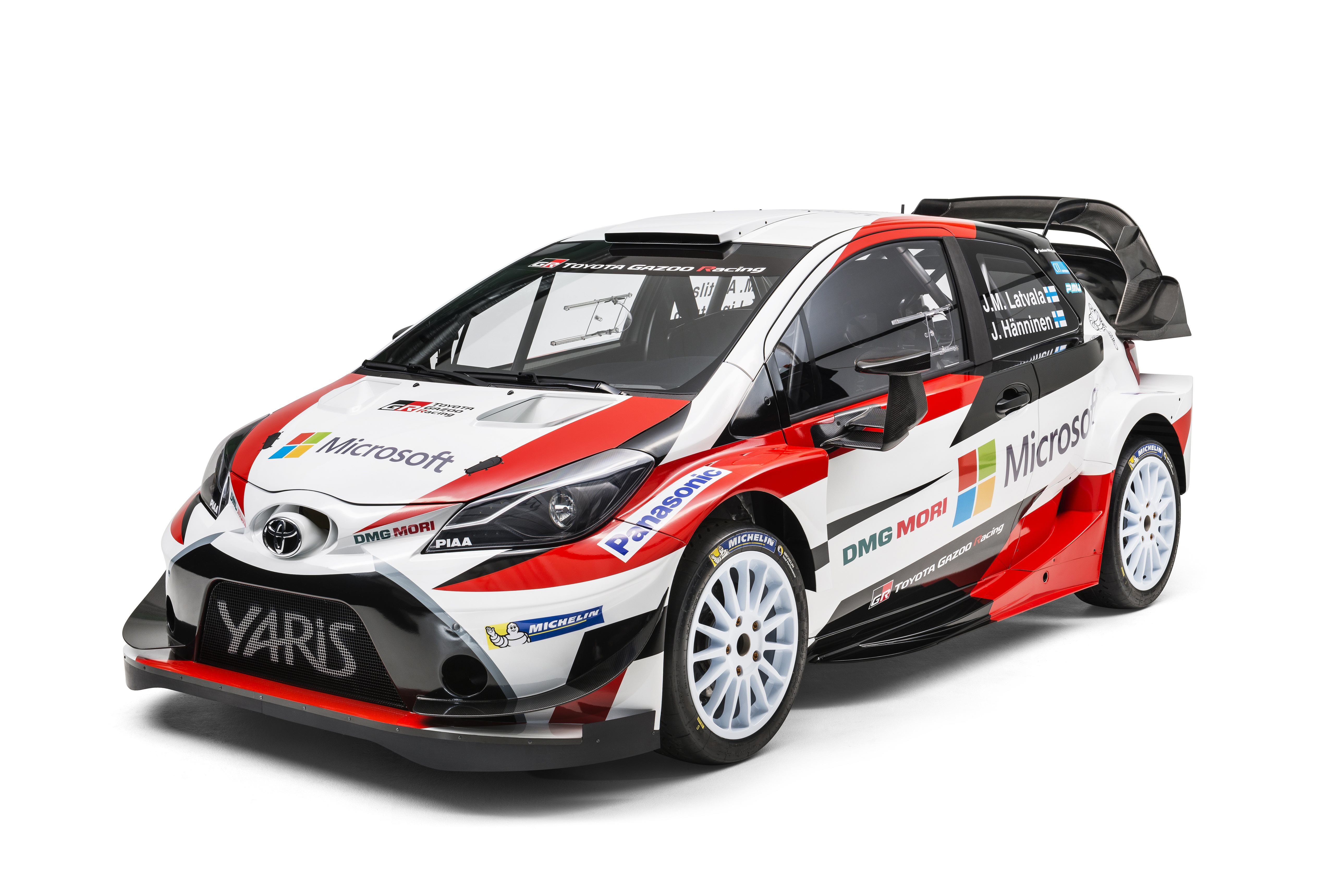
Toyota Yaris WRC

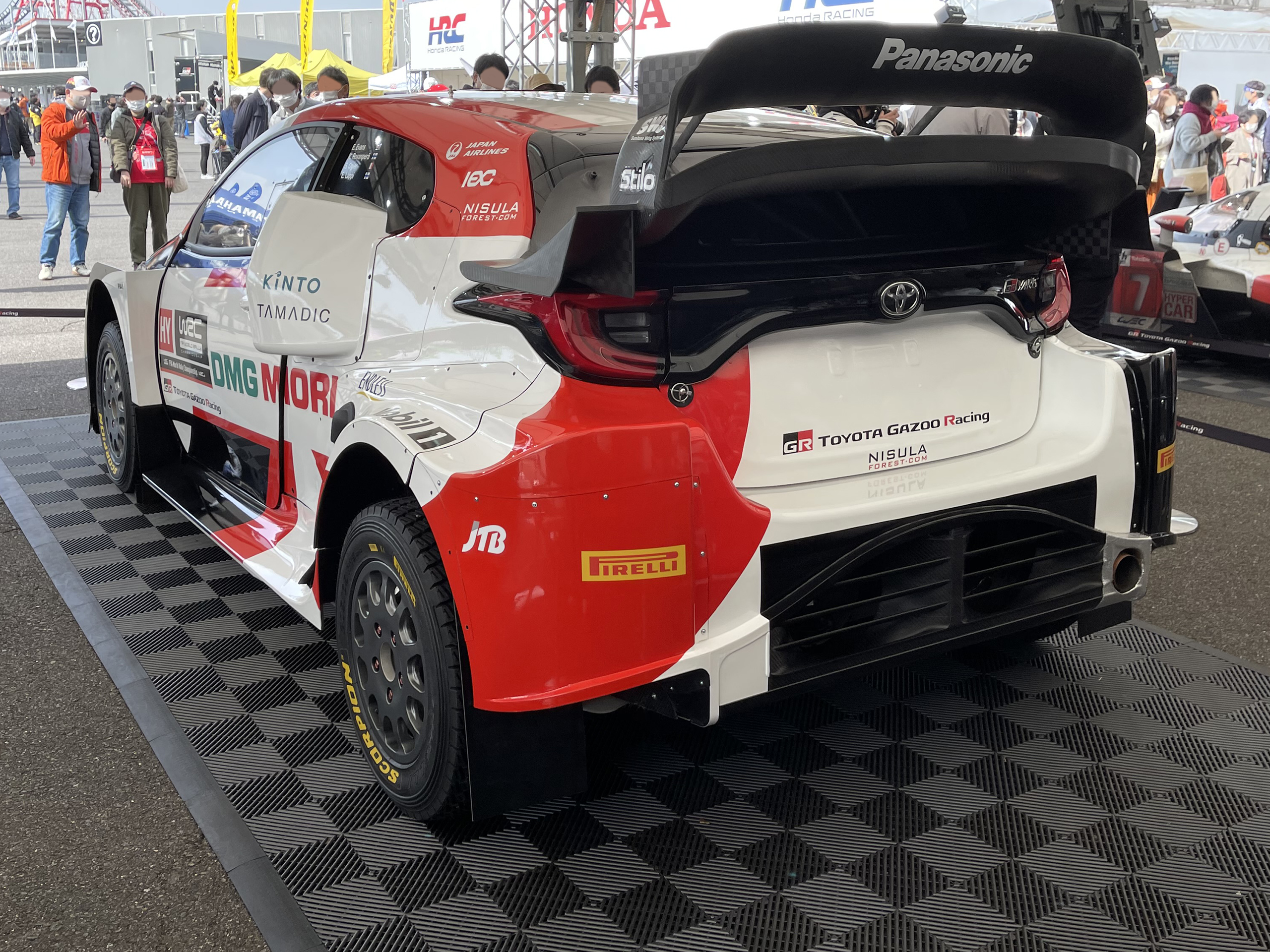
Toyota GR Yaris Rally1

Der erste Kontakt und somit der Grundstein von TTE wurde 1972 in London gelegt, als Toyota Repräsentanten an den Rennfahrer Ove Andersson herantraten, der 1971 die Rallye Monte Carlo gewann, um im Herbst des gleichen Jahres die Toyota Celica bei der britischen RAC-Rallye zu fahren. Andersson nahm an und konnte sich schon im ersten Rennen gegen etliche japanische Topteams beweisen, die vorwiegend den Datsun 240Z fuhren. Er belegte den neunten Platz.
Ove Andersson gründete 1973 „Andersson Motorsport“ in Uppsala, Schweden aus dem Umstand heraus, dass die Rennwagen immer wieder von Japan zu den Europarennen transportiert werden mussten und dabei Beschädigungen am Fahrzeug entstanden. Aus Andersson Motorsport entstand später das erste europäische Toyota-Team. Andersson Motorsport wurde kurze Zeit später nach Brüssel, Belgien verlegt. Von hier aus fuhr das Team, mit Unterstützung des japanischen Unternehmens, erfolgreich mit Toyota Corollas und Celicas bei Rallyes mit.
Im Februar 1975 startete Toyota zum ersten Mal als Toyota Team Europe. Nur sechs Monate später – im August 1975 – gewann Hannu Mikkola in einem Corolla 1600 die erste Rallye für TTE bei der 1000 Lakes Rally.
1979 zog das Toyota Team Europe mit 11 von 20 Mitarbeitern von Brüssel in die Toyota-Allee nach Köln. Im gleichen Jahr setzten sie erstmals die Celica Turbo ein und gewannen die nächsten beiden Safari Rallyes.
Im September 1987 zog das Team wiederum um, dieses Mal in größere Geschäftsräume, allerdings blieben sie in der Toyota-Allee, wo sie auch heute noch ansässig sind. Zu jener Zeit enthüllte Toyota den Celica GT4, ihr erstes allradgetriebenes Auto, das Juha Kankkunen und Kenneth Eriksson fuhren. Carlos Sainz gewann 1990 mit dem ST 165 den Fahrertitel bei der FIA-Rallye-Weltmeisterschaft. Der neuere GT4, ST 185, gab sein Debüt 1992 bei der Rallye Monte Carlo und verhalf Sainz im gleichen Jahr erneut zum Fahrertitel. Der ST 185 gewann in den folgenden Jahren die WRC-Fahrer- und Herstellertitel: 1993 mit Juha Kankkunen und 1994 mit Didier Auriol.
1993 kaufte die Toyota Motor Corporation (TMC) TTE und firmierte in Toyota Motorsport GmbH um. Das Team nahm weiter unter dem Namen TTE an Rallyes teil. Zu dem Zeitpunkt beschäftigte TMG, als 100%ige Tochtergesellschaft von TMC, rund 300 Mitarbeiter aus 17 Ländern.
1995 wurde TTE für 12 Monate von der WRC ausgeschlossen, wegen eines illegalen Luftmengenbegrenzers an dem ST205, der sowohl einen Bypassmechanismus als auch ein Federkraftbauteil beinhaltete, um ihn vor den technischen Kommissaren zu verbergen.
Wegen des Ausschlusses durfte TTE selbst nicht als Team teilnehmen und unterstützte daher in den Jahren 1996 und 1997 diverse andere Teams, wie das italienische HF Grifone Team, Toyota Team Schweden, Marlboro Toyota Team Belgien und Teint Sport, die mit der Celica ST205 bei ausgewählten WRC-Veranstaltungen teilnahmen, bevor der Corolla WRC 1997 bei der Finnland-Rallye vorgestellt wurde.
1998 war TTE wieder bei der WRC dabei und trat mit zwei Crews Carlos Sainz/Luis Moya und Didier Auriol/Denis Giraudet mit der Corolla WRC an. Sie fuhren auf den zweiten Platz in der Fahrer- und Herstellerwertung. 1999 holten sie sich zum 3. Mal den Herstellertitel in der WRC.
Seit 2017 ist TMG (Toyota Motorsport GmbH) unter dem Teamnamen Toyota Gazoo Racing wieder in der FIA-Rallye-Weltmeisterschaft (WRC) aktiv. Im Jahr 2018 entschied Toyota die Herstellerwertung für sich. Ott Tänak gewann die Fahrer-WM 2019 und Sébastien Ogier 2020 mit dem Toyota Yaris WRC.
Anfangs 2021 übergibt Tommi Mäkinen, nach vier Jahren, den Teamchefposten Jari-Matti Latvala. Geleitet werden die Rallye-Einsätze neu von Toyota Gazoo Racing Europe in Köln, angesiedelt soll das WRC-Team aber weiterhin in Jyväskylä (Finnland) und Tallinn (Estland) sein. Mäkinen bleibt Toyota in den Bereichen Entwicklung, der strategischen Planung von Motorsport -Aktivitäten und der Ausbildung von Rennfahrern erhalten.
Mit der Rallye-Weltmeisterschaft 2022 gab es ein komplett neues Reglement für die Fahrzeuge. Das Rally1-Reglement besagt unter anderem, dass zu 100 % nachhaltiger Treibstoff (P1 Racing Fuels) und ein Drei-Modi-Hybridsystem genutzt werden muss. Kalle Rovanperä wurde mit dem Toyota GR Yaris Rally1 Weltmeister in der Saison 2022.

## 24-Stunden-Rennen von Le Mans

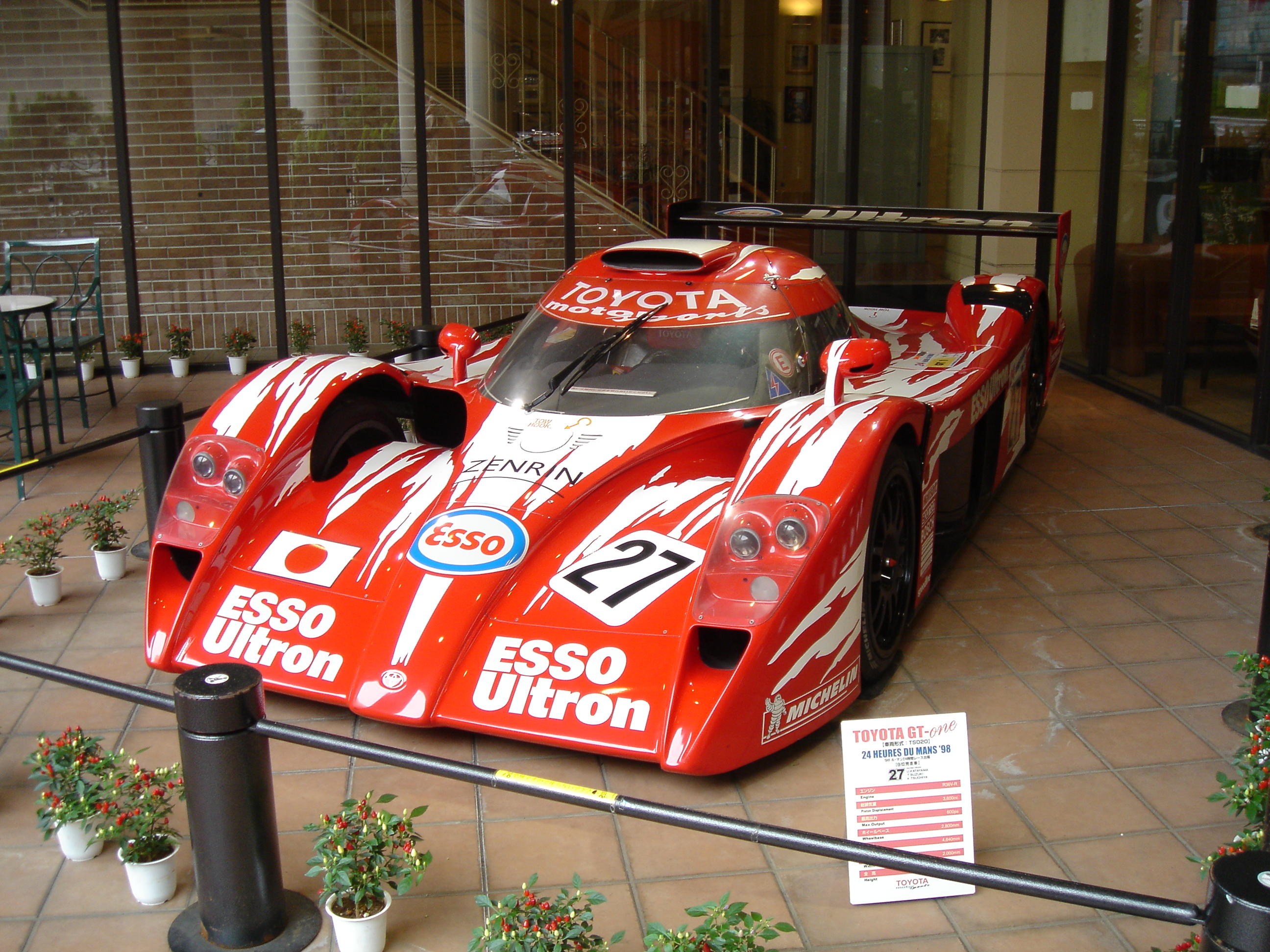
Toyota GT-One

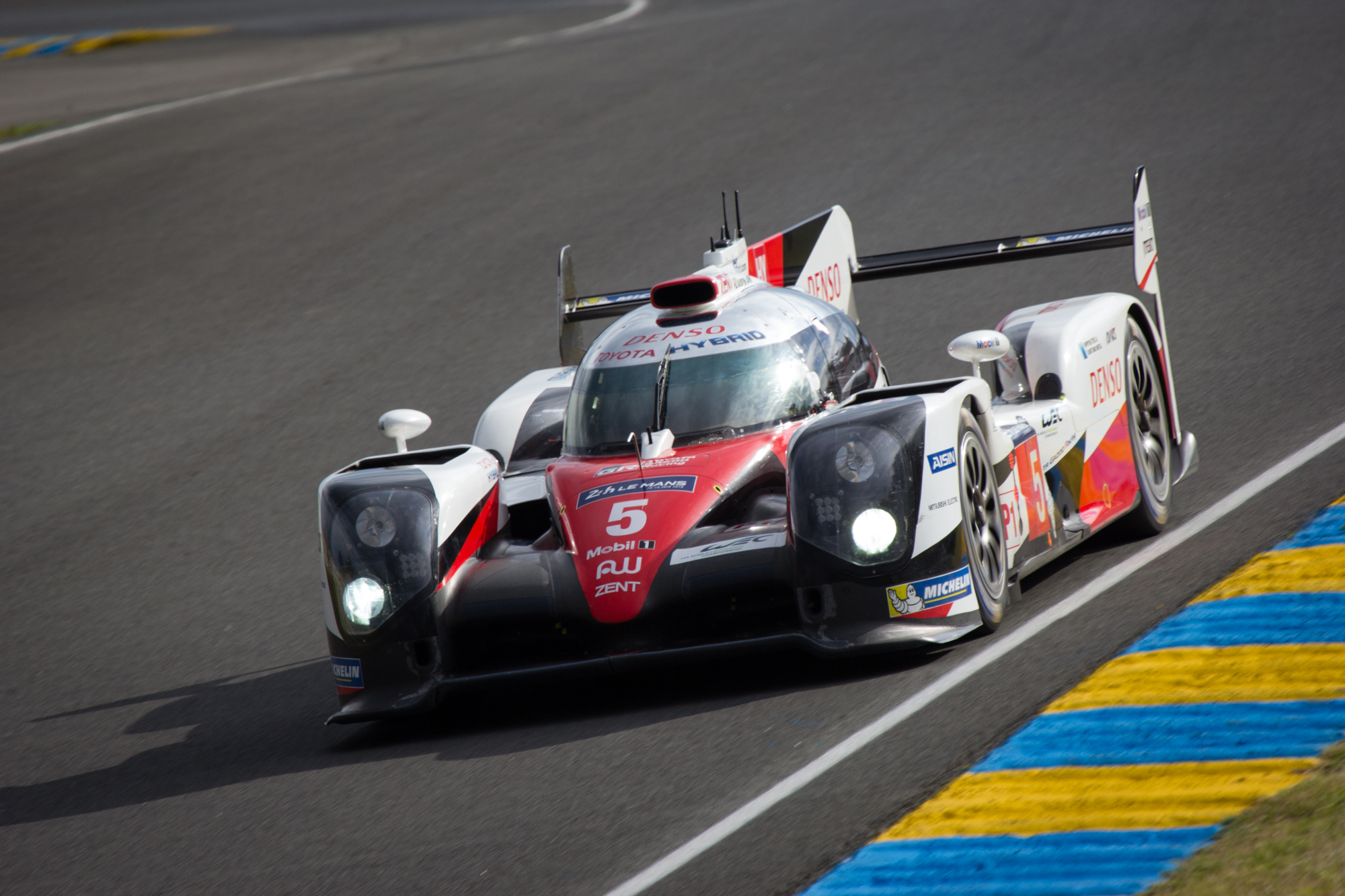
Toyota TS050 Hybrid in Le Mans

Zusätzlich zur Spitzenführung in der Rallye-Weltmeisterschaft entwickelte das Kernteam in Köln den Toyota GT-One für Le Mans. Der GT-One trat 1998 und 1999 beim 24-Stunden-Rennen in Le Mans an. Innerhalb dieser zwei Jahre war Toyotas bestes Ergebnis der 2. Platz beim Rennen 1999. Wegen einer Reifenpanne in der letzten Rennstunde gelang der Sieg nicht.
2011 belieferte Toyota das Schweizer Sportwagenteam Rebellion Racing mit Motoren. Im Oktober 2011 gab TMG die Wiederaufnahme seines Sportwagen-Programms für die Saison 2012 bekannt. Mit dem TS030 Hybrid startete Toyota in der LMP1-Klasse der FIA-Langstrecken-Weltmeisterschaft, zu der auch das 24-Stunden-Rennen von Le Mans gehört. Das Chassis des Prototyps wurde von TMG in Köln entwickelt, der Hybrid-Benziner-Antrieb stammt aus Japan. Oreca unterstützt den Einsatz der Fahrzeuge. Der Wagen sollte bei dem 6-Stunden-Rennen von Spa-Francorchamps debütieren, aufgrund eines Unfalles bei einem Test nahm er jedoch erst bei den 24-Stunden-Rennen von Le Mans teil. Keines der zwei eingesetzten Fahrzeuge erreichte das Ziel, ein TS030 verunfallte, der andere schied aufgrund eines technischen Defektes aus. Von den übrigen fünf Rennen der Meisterschaft gewann der Toyota drei, in der Gesamtwertung konnte der zweite Platz erreicht werden. 2013 wurde Toyota in Le Mans zweiter, mit zwei Siegen erzielte Toyota auch in der Langstrecken-Weltmeisterschaft das Ergebnis aus dem Vorjahr wiederholen.
Der Nachfolger des TS030, der TS040 Hybrid, konnte die Weltmeisterschaft 2014 gewinnen. Die Wagen konnten vier Pole Positions und fünf Rennsiege erringen, in Le Mans kam er wegen technischer Probleme nicht über einen dritten Platz hinaus. 2015 konnte an den Erfolg nicht angeknüpft werden, zwei dritte Ergebnisse waren die besten Ergebnisse.
Ab 2016 wurde der TS050 Hybrid eingesetzt, in der FIA-Langstrecken-Weltmeisterschaft 2016 gewann er in Fuji und erreichte in der Gesamtwertung den zweiten Platz. In Le Mans stand Toyota kurz vor dem ersten Sieg in Le Mans, der in Führung liegende Wagen erlitt jedoch drei Minuten vor Rennende einen technischen Defekt. Zwei Jahre später gelang der lang ersehnte Erfolg mit einem Doppelsieg durch Kazuki Nakajima (mit Sébastien Buemi und Fernando Alonso) vor Kamui Kobayashi (mit Mike Conway und José María López). Es folgten die Gesamtsiege 2019, 2020, 2021 und 2022.

## Entwicklungen für Serienfahrzeuge

### Sondermodelle
Neben ihren Motorsportaktivitäten untersuchte und entwickelte TMG im Auftrag von Toyota auch noch Fahrzeugproduktionen und bot hochqualifizierte und reaktionsschnelle Engineering-Dienstleistungen an. Vom Kölner Werk kamen so diverse modifizierte Toyota und Lexus-Straßenmodelle auf den Markt.

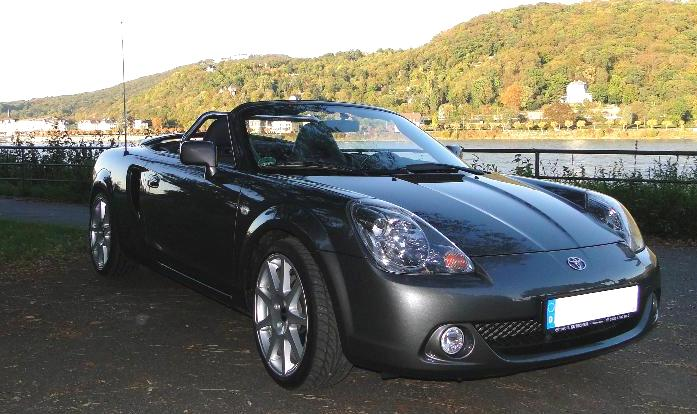
Toyota MR2 Edition S (2005)

- Toyota Aygo TTE
- Toyota MR2 Edition S
- Toyota Corolla Verso TTE
- Lexus GS 300 T3

### Motortuning für Serienfahrzeuge

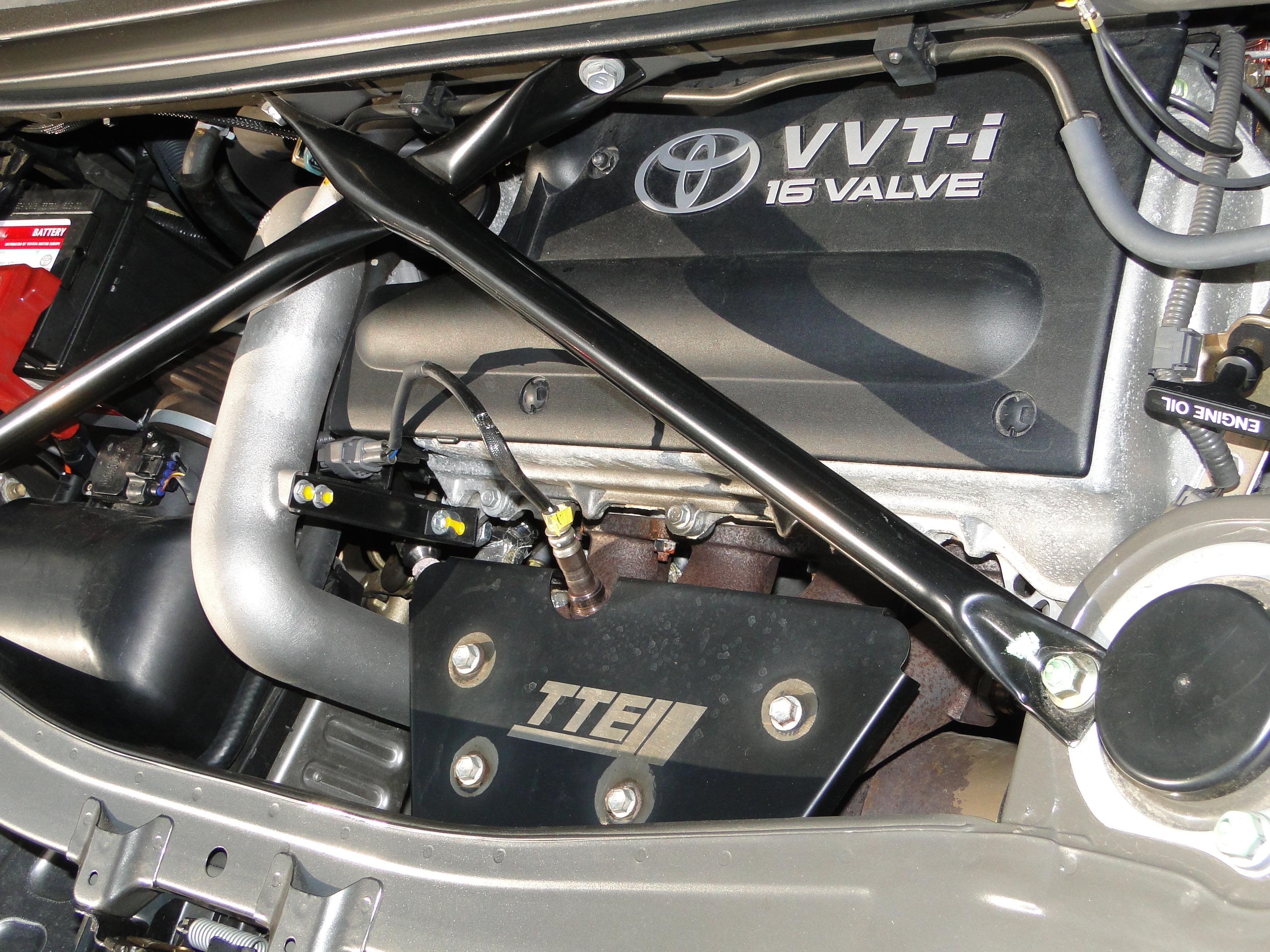
TTE Turbo im MR2 W3

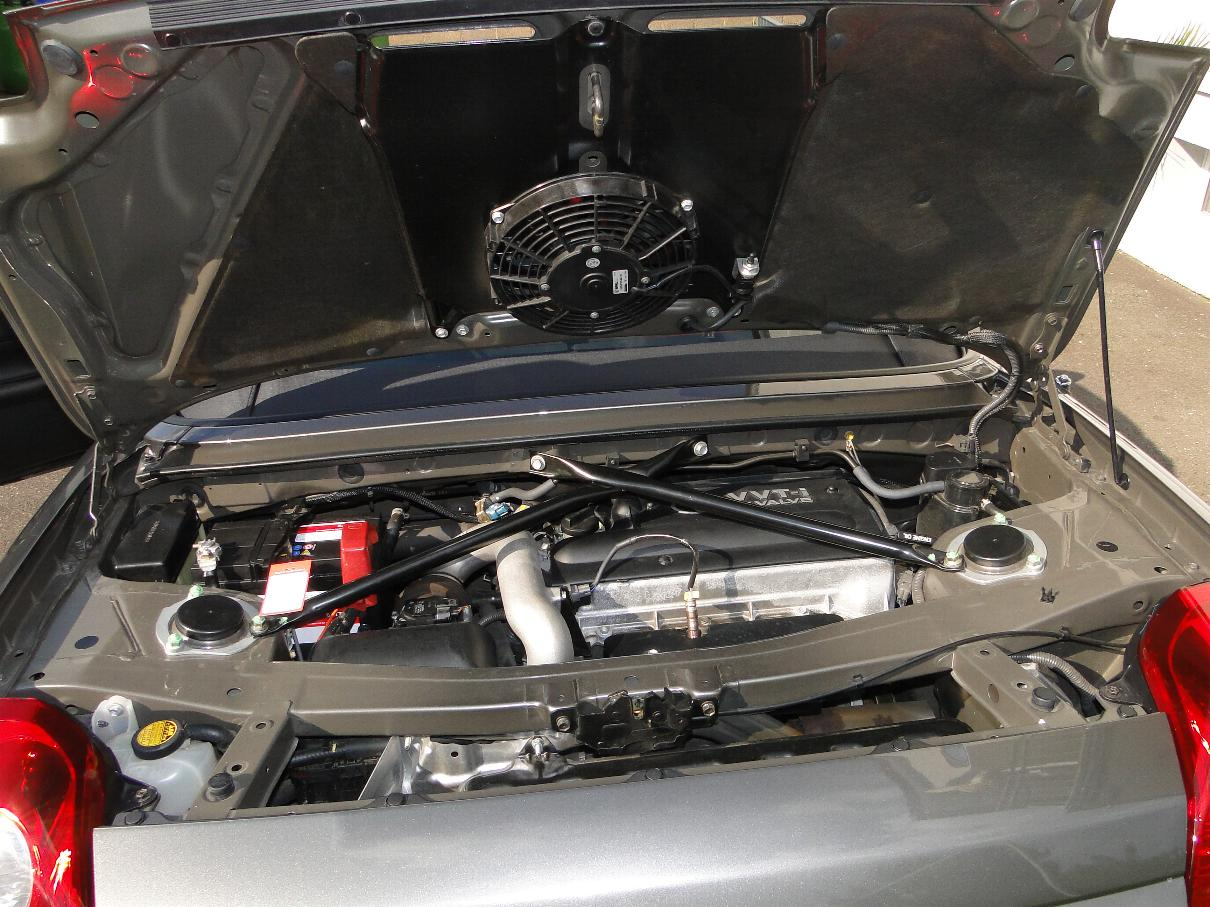
TTE Turbo im MR2 W3 – hier zu sehen der Ventilator zur Kühlung

2001 veröffentlichte TTE für den Lexus IS 200 ein Kompressor-Kit, nach Einbau stieg die Motorleistung von 155 PS auf 204 PS an. Die Maßnahme passte die erreichbare Höchstgeschwindigkeit des Automatikgetriebes an die des Schaltgetriebes an, zudem verbesserten sich die Beschleunigungswerte.
2002 erschien von TTE ein Kompressor-Kit für den Lexus RX 300. Die Motorleistung des SUVs stieg von 201 PS auf 248 PS an. Bei Einbau durch TTE wurde zudem die elektronische Begrenzung der Höchstgeschwindigkeit aufgehoben, so dass diese von 180 km/h auf 215 km/h anstieg.
2003 bot TTE ein Kompressor-Kit für den Toyota Yaris TS an, durch das der Kleinwagen 50 Nm mehr Drehmoment erhielt, sowie 34 Zusatz-PS.
Durch die Maßnahme wurde die Höchstgeschwindigkeit angehoben und die Beschleunigungswerte verbessert.
2003 stellte TTE auf der Essener Motorshow einen für den Toyota MR2 entwickelten Turbo-Kit zum Nachrüsten vor, der dem Wagen zu 44 PS und 80 Nm Mehrleistung verhalf. Bei Einbau durch TTE in Frechen bei Köln blieb dabei für das Fahrzeug die volle Werksgarantie erhalten.
2006 bot TTE Chiptuning für den Lexus IS 220d an, dadurch wurde die Motorleistung auf 220 PS erhöht, das Drehmoment änderte sich auf 470 Nm. Durch die Maßnahme wurden die Beschleunigungswerte verbessert.

## Statistik

### Rallye-Erfolge
| Jahr | Rallye                            | Fahrer/Beifahrer                                                                 | Fahrzeug                    | R     |
| ---- | --------------------------------- | -------------------------------------------------------------------------------- | --------------------------- | ----- |
| 1973 | Rallye USA                        | W. Boyce / D. Woods                                                              | Corolla (TE20)              | 1.    |
| 1975 | Rallye Finnland                   | H. Mikkola / A. Aho                                                              | Corolla Levin (TE27)        | 1.    |
| 1979 | Französische Meisterschaft        | J.-L. Therier / M. Vial                                                          | Celica (RA20)               | 1.    |
| 1980 | Deutsche Meisterschaft            | A. Warmbold / W. Inhester                                                        | Celica (RA40)               | 1.    |
| 1980 | Französische Meisterschaft        | J.-L. Therier / M. Vial                                                          | Celica (RA40)               | 1.    |
| 1982 | Rallye Motogard                   | B. Waldegard / H. Thorzelius                                                     | Celica (RA63)               | 1.    |
| 1983 | Rallye Elfenbeinküste             | B. Waldegard / H. Thorzelius                                                     | Celica Twincam Turbo (TA64) | 1.    |
| 1984 | Rallye Safari                     | B. Waldegard / H. Thorzelius                                                     | Celica Twincam Turbo (TA64) | 1.    |
| 1985 | Rallye Safari                     | J. Kankkunen / F. Gallagher                                                      | Celica Twincam Turbo (TA64) | 1.    |
| 1985 | Rallye Elfenbeinküste             | J. Kankkunen / F. Gallagher                                                      | Celica Twincam Turbo (TA64) | 1.    |
| 1986 | Rallye Safari                     | B. Waldegard / F. Gallagher                                                      | Celica Twincam Turbo (TA64) | 1.    |
| 1986 | Rallye Elfenbeinküste             | B. Waldegard / F. Gallagher                                                      | Celica Twincam Turbo (TA64) | 1.    |
| 1986 | Middle East Rally Meisterschaft   | M. Bin Sulayem / R. Morgan                                                       | Celica Twincam Turbo (TA64) | 1.    |
| 1987 | Rallye Hong Kong - Peking         | B. Waldegard / F. Gallagher                                                      | Supra 3.0i (MA70)           | 1.    |
| 1987 | Middle East Rally Meisterschaft   | M. Bin Sulayem / R. Morgan                                                       | Celica Twincam Turbo (TA64) | 1.    |
| 1988 | Rallye Safari                     | K. Eriksson / P. Diekmann J. Kankkunen / J. Piironen B. Waldegard / F. Gallagher | Celica Supra Turbo (MA70)   | 1.    |
| 1988 | Rallye Zypern                     | B. Waldegard / F. Gallagher                                                      | Celica GT-Four (ST165)      | 1.    |
| 1988 | Middle East Rally Meisterschaft   | M. Bin Sulayem                                                                   | Celica Twincam Turbo (TA64) | 1.    |
| 1989 | Rallye Australien                 | J. Kankkunen / J. Piironen                                                       | Celica GT-Four (ST165)      | 1.    |
| 1990 | Rallye Safari                     | B. Waldegard / F. Gallagher                                                      | Celica GT-Four (ST165)      | 1.    |
| 1990 | Rallye Griechenland               | C. Sainz / L. Moya                                                               | Celica GT-Four (ST165)      | 1.    |
| 1990 | Rallye Neuseeland                 | C. Sainz / L. Moya                                                               | Celica GT-Four (ST165)      | 1.    |
| 1990 | Rallye Finnland                   | C. Sainz / L. Moya                                                               | Celica GT-Four (ST165)      | 1.    |
| 1990 | Rallye Großbritannien             | C. Sainz / L. Moya                                                               | Celica GT-Four (ST165)      | 1.    |
| 1990 | Middle East Rally Meisterschaft   | M. Bin Sulayem / R. Morgan                                                       | Celica GT-Four (ST165)      | 1.    |
| 1990 | Asian-Pacific Rally Meisterschaft | C. Sainz / L. Moya                                                               | Celica GT-Four (ST165)      | 1.    |
| 1990 | Fahrer-Weltmeisterschaft          | C. Sainz / L. Moya                                                               | Celica GT-Four (ST165)      | 1.    |
| 1990 | Konstrukteurs-Weltmeisterschaft   | Konstrukteurs-Weltmeisterschaft                                                  | Celica GT-Four (ST165)      | 2.    |
| 1991 | Rallye Monte Carlo                | C. Sainz / L. Moya                                                               | Celica GT-Four (ST165)      | 1.    |
| 1991 | Rallye Portugal                   | C. Sainz / L. Moya                                                               | Celica GT-Four (ST165)      | 1.    |
| 1991 | Rallye Korsika                    | C. Sainz / L. Moya                                                               | Celica GT-Four (ST165)      | 1.    |
| 1991 | Rallye Neuseeland                 | C. Sainz / L. Moya                                                               | Celica GT-Four (ST165)      | 1.    |
| 1991 | Rallye Argentinien                | C. Sainz / L. Moya                                                               | Celica GT-Four (ST165)      | 1.    |
| 1991 | Rallye Katalonien                 | A. Schwarz / A. Hertz                                                            | Celica GT-Four (ST165)      | 1.    |
| 1991 | Fahrer-Weltmeisterschaft          | C. Sainz / L. Moya                                                               | Celica GT-Four (ST165)      | 2.    |
| 1991 | Konstrukteurs-Weltmeisterschaft   | Konstrukteurs-Weltmeisterschaft                                                  | Celica GT-Four (ST165)      | 2.    |
| 1992 | Rallye Safari                     | C. Sainz / L. Moya                                                               | Celica GT-Four (ST185)      | 1.    |
| 1992 | Rallye Neuseeland                 | C. Sainz / L. Moya                                                               | Celica GT-Four (ST185)      | 1.    |
| 1992 | Rallye Katalonien                 | C. Sainz / L. Moya                                                               | Celica GT-Four (ST185)      | 1.    |
| 1992 | Rallye Großbritannien             | C. Sainz / L. Moya                                                               | Celica GT-Four (ST185)      | 1.    |
| 1992 | Fahrer-Weltmeisterschaft          | C. Sainz / L. Moya                                                               | Celica GT-Four (ST185)      | 1.    |
| 1992 | Konstrukteurs-Weltmeisterschaft   | Konstrukteurs-Weltmeisterschaft                                                  | Celica GT-Four (ST185)      | 2.    |
| 1993 | Rallye Monte Carlo                | D. Auriol / B. Occelli                                                           | Celica GT-Four (ST185)      | 1.    |
| 1993 | Rallye Schweden                   | M. Jonsson / L. Backman                                                          | Celica GT-Four (ST185)      | 1.    |
| 1993 | Rallye Safari                     | J. Kankkunen / J. Piironen                                                       | Celica GT-Four (ST185)      | 1.    |
| 1993 | Rallye Argentinien                | J. Kankkunen / N. Grist                                                          | Celica GT-Four (ST185)      | 1.    |
| 1993 | Rallye Finnland                   | J. Kankkunen / D. Giraudet                                                       | Celica GT-Four (ST185)      | 1.    |
| 1993 | Rallye Australien                 | J. Kankkunen / N. Grist                                                          | Celica GT-Four (ST185)      | 1.    |
| 1993 | Rallye Großbritannien             | J. Kankkunen / N. Grist                                                          | Celica GT-Four (ST185)      | 1.    |
| 1993 | Fahrer-Weltmeisterschaft          | J. Kankkunen / N. Grist                                                          | Celica GT-Four (ST185)      | 1.    |
| 1993 | Konstrukteurs-Weltmeisterschaft   | Konstrukteurs-Weltmeisterschaft                                                  | Celica GT-Four (ST185)      | 1.    |
| 1994 | Rallye Portugal                   | J. Kankkunen / N. Grist                                                          | Celica GT-Four (ST185)      | 1.    |
| 1994 | Rallye Safari                     | Ian Duncan / David Williamson                                                    | Celica GT-Four (ST185)      | 1.    |
| 1994 | Rallye Korsika                    | D. Auriol / B. Occelli                                                           | Celica GT-Four (ST185)      | 1.    |
| 1994 | Rallye Argentinien                | D. Auriol / B. Occelli                                                           | Celica GT-Four (ST185)      | 1.    |
| 1994 | Rallye Sanremo                    | D. Auriol / B. Occelli                                                           | Celica GT-Four (ST185)      | 1.    |
| 1994 | Fahrer-Weltmeisterschaft          | D. Auriol / B. Occelli                                                           | Celica GT-Four (ST185)      | 1.    |
| 1994 | Konstrukteurs-Weltmeisterschaft   | Konstrukteurs-Weltmeisterschaft                                                  | Celica GT-Four (ST185)      | 1.    |
| 1995 | Rallye Safari                     | Y. Fujimoto / A. Hertz                                                           | Celica GT-Four (ST185)      | 1.    |
| 1995 | Rallye Korsika                    | D. Auriol / D. Giraudet                                                          | Celica GT-Four (ST205)      | 1.    |
| 1996 | Rallye-Europameisterschaft        | A. Schwarz / D. Giraudet                                                         | Celica GT-Four (ST205)      | 1.    |
| 1996 | Rallye Großbritannien             | A. Schwarz / D. Giraudet                                                         | Celica GT-Four (ST205)      | 1.    |
| 1998 | Rallye Monte Carlo                | C. Sainz / L. Moya                                                               | Corolla WRC                 | 1.    |
| 1998 | Rallye Katalonien                 | D. Auriol / D. Giraudet                                                          | Corolla WRC                 | 1.    |
| 1998 | Rallye Neuseeland                 | C. Sainz / L. Moya                                                               | Corolla WRC                 | 1.    |
| 1998 | Fahrer-Weltmeisterschaft          | C. Sainz / L. Moya                                                               | Corolla WRC                 | 2.    |
| 1998 | Konstrukteurs-Weltmeisterschaft   |                                                                                  | Corolla WRC                 | 2.    |
| 1999 | Rallye China                      | D. Auriol / D. Giraudet                                                          | Corolla WRC                 | 1.    |
| 1999 | Konstrukteurs-Weltmeisterschaft   | Konstrukteurs-Weltmeisterschaft                                                  | Corolla WRC                 | 1.    |
| 2017 | Rallye Schweden                   | J. Latvala / M. Anttila                                                          | Toyota Yaris WRC            | 1.    |
| 2017 | Rallye Finnland                   | E. Lappi / J. Ferm                                                               | Toyota Yaris WRC            | 1.    |
| 2017 | Fahrer-Weltmeisterschaft          | J. Latvala / M. Anttila                                                          | Toyota Yaris WRC            | 4.    |
| 2017 | Konstrukteurs-Weltmeisterschaft   | Konstrukteurs-Weltmeisterschaft                                                  | Toyota Yaris WRC            | 3.    |
| 2018 | Rallye Argentinien                | O. Tänak / M. Järveoja                                                           | Toyota Yaris WRC            | 1.    |
| 2018 | Rallye Finnland                   | O. Tänak / M. Järveoja                                                           | Toyota Yaris WRC            | 1.    |
| 2018 | Rallye Deutschland                | O. Tänak / M. Järveoja                                                           | Toyota Yaris WRC            | 1.    |
| 2018 | Rallye Türkei                     | O. Tänak / M. Järveoja                                                           | Toyota Yaris WRC            | 1.    |
| 2018 | Rallye Australien                 | J. Latvala / M. Anttila                                                          | Toyota Yaris WRC            | 1.    |
| 2018 | Fahrer-Weltmeisterschaft          | O. Tänak / M. Järveoja                                                           | Toyota Yaris WRC            | 3.    |
| 2018 | Konstrukteurs-Weltmeisterschaft   | Konstrukteurs-Weltmeisterschaft                                                  | Toyota Yaris WRC            | 1.    |
| 2019 | Rallye Schweden                   | O. Tänak / M. Järveoja                                                           | Toyota Yaris WRC            | 1.    |
| 2019 | Rallye Chile                      | O. Tänak / M. Järveoja                                                           | Toyota Yaris WRC            | 1.    |
| 2019 | Rallye Portugal                   | O. Tänak / M. Järveoja                                                           | Toyota Yaris WRC            | 1.    |
| 2019 | Rallye Finnland                   | O. Tänak / M. Järveoja                                                           | Toyota Yaris WRC            | 1.    |
| 2019 | Rallye Deutschland                | O. Tänak / M. Järveoja                                                           | Toyota Yaris WRC            | 1.    |
| 2019 | Rallye Großbritannien             | O. Tänak / M. Järveoja                                                           | Toyota Yaris WRC            | 1.    |
| 2019 | Fahrer-Weltmeisterschaft          | O. Tänak / M. Järveoja                                                           | Toyota Yaris WRC            | 1.    |
| 2019 | Konstrukteurs-Weltmeisterschaft   | Konstrukteurs-Weltmeisterschaft                                                  | Toyota Yaris WRC            | 2.    |
| 2020 | Rallye Schweden                   | E. Evans / S. Martin                                                             | Toyota Yaris WRC            | 1.    |
| 2020 | Rallye Mexiko                     | S. Ogier / J. Ingrassia                                                          | Toyota Yaris WRC            | 1.    |
| 2020 | Rallye Türkei                     | E. Evans / S. Martin                                                             | Toyota Yaris WRC            | 1.    |
| 2020 | Rallye Monza                      | S. Ogier / J. Ingrassia                                                          | Toyota Yaris WRC            | 1.    |
| 2020 | Fahrer-Weltmeisterschaft          | S. Ogier / J. Ingrassia E. Evans / S. Martin                                     | Toyota Yaris WRC            | 1. 2. |
| 2020 | Konstrukteurs-Weltmeisterschaft   | Konstrukteurs-Weltmeisterschaft                                                  | Toyota Yaris WRC            | 2.    |
| 2021 | Rallye Monte Carlo                | S. Ogier / J. Ingrassia                                                          | Toyota Yaris WRC            | 1.    |
| 2021 | Rallye Kroatien                   | S. Ogier / J. Ingrassia                                                          | Toyota Yaris WRC            | 1.    |
| 2021 | Rallye Portugal                   | E. Evans / S. Martin                                                             | Toyota Yaris WRC            | 1.    |
| 2021 | Rallye Italien                    | S. Ogier / J. Ingrassia                                                          | Toyota Yaris WRC            | 1.    |
| 2021 | Rallye Safari                     | S. Ogier / J. Ingrassia                                                          | Toyota Yaris WRC            | 1.    |
| 2021 | Rallye Griechenland               | K. Rovanperä / J. Halttunen                                                      | Toyota Yaris WRC            | 1.    |
| 2021 | Rallye Finnland                   | E. Evans / S. Martin                                                             | Toyota Yaris WRC            | 1.    |
| 2021 | Rallye Monza                      | S. Ogier / J. Ingrassia                                                          | Toyota Yaris WRC            | 1.    |
| 2021 | Fahrer-Weltmeisterschaft          | S. Ogier / J. Ingrassia E. Evans / S. Martin                                     | Toyota Yaris WRC            | 1. 2. |
| 2021 | Konstrukteurs-Weltmeisterschaft   | Konstrukteurs-Weltmeisterschaft                                                  | Toyota Yaris WRC            | 1.    |
| 2022 | Rallye Schweden                   | K. Rovanperä / J. Halttunen                                                      | Toyota GR Yaris Rally1      | 1.    |
| 2022 | Rallye Kroatien                   | K. Rovanperä / J. Halttunen                                                      | Toyota GR Yaris Rally1      | 1.    |
| 2022 | Rallye Portugal                   | K. Rovanperä / J. Halttunen                                                      | Toyota GR Yaris Rally1      | 1.    |
| 2022 | Rallye Safari                     | K. Rovanperä / J. Halttunen                                                      | Toyota GR Yaris Rally1      | 1.    |
| 2022 | Rallye Estland                    | K. Rovanperä / J. Halttunen                                                      | Toyota GR Yaris Rally1      | 1.    |
| 2022 | Rallye Neuseeland                 | K. Rovanperä / J. Halttunen                                                      | Toyota GR Yaris Rally1      | 1.    |
| 2022 | Rallye Katalonien                 | S. Ogier / J. Ingrassia                                                          | Toyota GR Yaris Rally1      | 1.    |
| 2022 | Fahrer-Weltmeisterschaft          | K. Rovanperä / J. Halttunen                                                      | Toyota GR Yaris Rally1      | 1.    |
| 2022 | Konstrukteurs-Weltmeisterschaft   | Konstrukteurs-Weltmeisterschaft                                                  | Toyota GR Yaris Rally1      | 1.    |
| 2023 | Rallye Monte Carlo                | S. Ogier / V. Landais K. Rovanperä / J. Halttunen                                | Toyota GR Yaris Rally1      | 1. 2. |
| 2023 | Rallye Mexiko                     | S. Ogier / V. Landais                                                            | Toyota GR Yaris Rally1      | 1.    |
| 2023 | Rallye Kroatien                   | E. Evans / S. Martin                                                             | Toyota GR Yaris Rally1      | 1.    |
| 2023 | Rallye Portugal                   | K. Rovanperä / J. Halttunen                                                      | Toyota GR Yaris Rally1      | 1.    |
| 2023 | Rallye Safari                     | S. Ogier / V. Landais K. Rovanperä / J. Halttunen                                | Toyota GR Yaris Rally1      | 1.    |
| 2023 | Rallye Estland                    | K. Rovanperä / J. Halttunen E. Evans / S. Martin                                 | Toyota GR Yaris Rally1      | 1. 2. |
| 2023 | Rallye Finnland                   | E. Evans / S. Martin                                                             | Toyota GR Yaris Rally1      | 1.    |
| 2023 | Rallye Griechenland               | K. Rovanperä / J. Halttunen E. Evans / S. Martin                                 | Toyota GR Yaris Rally1      | 1. 2. |
| 2023 | Rallye Japan                      | E. Evans / S. Martin S. Ogier / V. Landais                                       | Toyota GR Yaris Rally1      | 1. 2. |
| 2023 | Fahrer-Weltmeisterschaft          | K. Rovanperä / J. Halttunen E. Evans / S. Martin                                 | Toyota GR Yaris Rally1      | 1. 2. |
| 2023 | Konstrukteurs-Weltmeisterschaft   | Konstrukteurs-Weltmeisterschaft                                                  | Toyota GR Yaris Rally1      | 1.    |

### Resultate 24 Stunden von Le Mans
| Jahr | Team                | Nr. | Auto                | Fahrer                                             | Klasse | Rd. | Pos. | Pos. Klasse |
| ---- | ------------------- | --- | ------------------- | -------------------------------------------------- | ------ | --- | ---- | ----------- |
| 1998 | Toyota Motorsports  | 27  | Toyota GT-One       | Ukyo Katayama Toshio Suzuki Keiichi Tsuchiya       | GT1    | 326 | 9.   | 8.          |
| 1998 | Toyota Motorsports  | 28  | Toyota GT-One       | Martin Brundle Emmanuel Collard Éric Hélary        | GT1    | 191 | DNF  | DNF         |
| 1998 | Toyota Motorsports  | 29  | Toyota GT-One       | Thierry Boutsen Ralf Kelleners Geoff Lees          | GT1    | 330 | DNF  | DNF         |
| 1999 | Toyota Motorsports  | 1   | Toyota GT-One       | Martin Brundle Emmanuel Collard Vincenzo Sospiri   | LMGTP  | 90  | DNF  | DNF         |
| 1999 | Toyota Motorsports  | 2   | Toyota GT-One       | Thierry Boutsen Ralf Kelleners Allan McNish        | LMGTP  | 173 | DNF  | DNF         |
| 1999 | Toyota Motorsports  | 3   | Toyota GT-One       | Ukyo Katayama Toshio Suzuki Keiichi Tsuchiya       | LMGTP  | 364 | 2.   | 1.          |
| 2012 | Toyota Racing       | 7   | Toyota TS030 Hybrid | Alexander Wurz Kazuki Nakajima Nicolas Lapierre    | LMP1   | 134 | DNF  | DNF         |
| 2012 | Toyota Racing       | 8   | Toyota TS030 Hybrid | Anthony Davidson Sébastien Buemi Stéphane Sarrazin | LMP1   | 82  | DNF  | DNF         |
| 2013 | Toyota Racing       | 7   | Toyota TS030 Hybrid | Alexander Wurz Nicolas Lapierre Kazuki Nakajima    | LMP1   | 341 | 4.   | 4.          |
| 2013 | Toyota Racing       | 8   | Toyota TS030 Hybrid | Anthony Davidson Stéphane Sarrazin Sébastien Buemi | LMP1   | 347 | 2.   | 2.          |
| 2014 | Toyota Racing       | 7   | Toyota TS040 Hybrid | Alexander Wurz Stéphane Sarrazin Kazuki Nakajima   | LMP1-H | 219 | DNF  | DNF         |
| 2014 | Toyota Racing       | 8   | Toyota TS040 Hybrid | Anthony Davidson Nicolas Lapierre Sébastien Buemi  | LMP1-H | 347 | 3.   | 3.          |
| 2015 | Toyota Racing       | 1   | Toyota TS040 Hybrid | Anthony Davidson Sébastien Buemi Kazuki Nakajima   | LMP1   | 386 | 8.   | 8.          |
| 2015 | Toyota Racing       | 2   | Toyota TS040 Hybrid | Alexander Wurz Stéphane Sarrazin Mike Conway       | LMP1   | 387 | 6.   | 6.          |
| 2016 | Toyota Gazoo Racing | 5   | Toyota TS050 Hybrid | Anthony Davidson Sébastien Buemi Kazuki Nakajima   | LMP1   | 384 | NC   | NC          |
| 2016 | Toyota Gazoo Racing | 6   | Toyota TS050 Hybrid | Stéphane Sarrazin Mike Conway Kamui Kobayashi      | LMP1   | 381 | 2.   | 2.          |
| 2017 | Toyota Gazoo Racing | 7   | Toyota TS050 Hybrid | Mike Conway Kamui Kobayashi Stéphane Sarrazin      | LMP1   | 154 | DNF  | DNF         |
| 2017 | Toyota Gazoo Racing | 8   | Toyota TS050 Hybrid | Sébastien Buemi Anthony Davidson Kazuki Nakajima   | LMP1   | 358 | 8.   | 2.          |
| 2017 | Toyota Gazoo Racing | 9   | Toyota TS050 Hybrid | Nicolas Lapierre Yuji Kunimoto José María López    | LMP1   | 160 | DNF  | DNF         |
| 2018 | Toyota Gazoo Racing | 7   | Toyota TS050 Hybrid | Mike Conway Kamui Kobayashi José María López       | LMP1   | 386 | 2.   | 2.          |
| 2018 | Toyota Gazoo Racing | 8   | Toyota TS050 Hybrid | Sébastien Buemi Kazuki Nakajima Fernando Alonso    | LMP1   | 388 | 1.   | 1.          |
| 2019 | Toyota Gazoo Racing | 7   | Toyota TS050 Hybrid | Mike Conway Kamui Kobayashi José María López       | LMP1   | 385 | 2.   | 2.          |
| 2019 | Toyota Gazoo Racing | 8   | Toyota TS050 Hybrid | Sébastien Buemi Kazuki Nakajima Fernando Alonso    | LMP1   | 385 | 1.   | 1.          |
| 2020 | Toyota Gazoo Racing | 7   | Toyota TS050 Hybrid | Mike Conway Kamui Kobayashi José María López       | LMP1   | 381 | 3.   | 3.          |
| 2020 | Toyota Gazoo Racing | 8   | Toyota TS050 Hybrid | Sébastien Buemi Kazuki Nakajima Brendon Hartley    | LMP1   | 387 | 1.   | 1.          |
| 2021 | Toyota Gazoo Racing | 7   | Toyota GR010 Hybrid | Mike Conway Kamui Kobayashi José María López       | LMH    | 371 | 1.   | 1.          |
| 2021 | Toyota Gazoo Racing | 8   | Toyota GR010 Hybrid | Sébastien Buemi Kazuki Nakajima Brendon Hartley    | LMH    | 369 | 2.   | 2.          |
| 2022 | Toyota Gazoo Racing | 7   | Toyota GR010 Hybrid | Mike Conway Kamui Kobayashi José María López       | LMH    | 380 | 2.   | 2.          |
| 2022 | Toyota Gazoo Racing | 8   | Toyota GR010 Hybrid | Sébastien Buemi Ryo Hirakawa Brendon Hartley       | LMH    | 380 | 1.   | 1.          |
| 2023 | Toyota Gazoo Racing | 7   | Toyota GR010 Hybrid | Mike Conway Kamui Kobayashi José María López       | LMH    | 103 | DNF  | DNF         |
| 2023 | Toyota Gazoo Racing | 8   | Toyota GR010 Hybrid | Sébastien Buemi Ryo Hirakawa Brendon Hartley       | LMH    | 342 | 2.   | 2.          |